# Nathaniel (Bartiméus)
Pour les articles homonymes, voir Nathaniel.
Nathaniel, parfois appelé John Mandrake, est un personnage de la série La Trilogie de Bartiméus, de Jonathan Stroud. Il est, avec le djinn Bartiméus, le personnage principal de la saga. C'est un magicien adopté à 5 ans par Arthur Underwood, le ministre des Affaires internes, qui lui apprend l'art de la magie.

## Biographie
Dans le tome 1 il est pris comme apprenti par Arthur Underwood, et tout va bien jusqu'aux 11 ans du garçon, où il est attaqué par Simon Lovelace,et est profondément choqué par la réaction de son maître (la passivité personnifiée). Pour se venger, il invoquera un djinn du quatrième degré, Bartiméus, et l'enverra voler l'Amulette de Samarcande à Lovelace. Mais Lovelace retrouve le gamin et tente de le tuer (il tuera d'ailleurs Arthur Underwood et la femme de celui-ci). Mais Nathaniel va le battre et le tuer à Heddleham Hall. Dans le tome 2, il est Ministre adjoint des Affaires Internes chargé de traquer la mystérieuse Résistance. Les autres ministres mettent sur son dos les attaques terrorisantes du Golem (qui n'était qu'un complot de Henry Duvall) et l'attentat de Westminster Abbey (qui est vraiment une action de la Résistance, cette fois-ci), mais il s'en sortira via la découverte du manipulateur du Golem. Dans le tome 3, c'est quelqu'un d'important, ministre de l'Information (autant dire de la propagande) et soucieux des défaites britanniques en Amérique et de l'immunité croissante des plébéiens. Il se fait désarmer par un complot de Quentin Makepeace, qui tente de mettre un démon dans un corps humain, à la disposition de son possesseur. Lui et ses coconspirateurs seront battus par les démons qu'ils ont mis en eux, lesquels sèment la panique à Londres. Mandrake prend le sceptre de Gladstone, puis tue une quarantaine d'hybrides (démons piégés dans un corps humain), avant de tuer Nouda en lui faisant tomber dessus un bâtiment de verre et de métal. Cet acte entraîne apparemment sa mort puisqu'il n'a pas le temps de s'échapper. Mais pas celle de Bartiméus que Nathaniel congédie juste avant la fin.